# Yutaka Yoshida
Yutaka Yoshida (吉田 豊?, Yoshida Yutaka; Fujinomiya, 17 febbraio 1990) è un calciatore giapponese, difensore dello Shimizu S-Pulse.

## Palmarès

### Club

#### Competizioni nazionali
- Coppa J. League: 1

Nagoya Grampus: 2021
- J2 League: 1

Shimizu S-Pulse: 2024